# Ibiúna
Ibiúna is een gemeente in de Braziliaanse deelstaat São Paulo. De gemeente telt 67.392 inwoners (schatting 2009).

## Aangrenzende gemeenten
De gemeente grenst aan Alumínio, Cotia, Juquitiba, Mairinque, Miracatu, Piedade, São Lourenço da Serra, São Roque, Tapiraí en Votorantim.

## Geboren
- André Ramalho Silva (1992), voetballer